# Кристиан IX фон Олденбург-Делменхорст
Кристиан IX фон Олденбург-Делменхорст (на немски: Christian IX (III) von Oldenburg-Delmenhorst; * 26 септември 1612; † 23 май 1647) от фамилията Дом Олденбург е от 1612 г. принц на Графство Делменхорст и от 1619 г. до смъртта си 1647 г. граф на Олденбург-Делменхорст.

## Произход и наследство
Той е вторият син на граф Антон II фон Олденбург-Делменхорст (1550 – 1619) и съпругата му Сибила Елизабет фон Брауншвайг-Даненберг (1576 – 1630), дъщеря на херцог Хайнрих фон Брауншвайг-Люнебург-Даненберг и принцеса Урсула фон Саксония-Лауенбург. По-големият му брат е Антон Хайнрих (1604 – 1622).
Кристиан умира неженен на 23 май 1647 г. на 34 години. Наследен е като граф на Делменхорст от братовчед му Антон Гюнтер фон Олденбург от Графство Олденбург.